# Pseudovikarizace
Pseudovikarizace je vikarizace příbuzných druhů rostlin bez společného předka. Příkladem může být bojínek luční (Phleum pratense) obývající nížiny a hory. Tento druh však nevystupuje až do alpínského stupně, kde se vyskytuje jeho rodový příbuzný bojínek alpínský (Phleum alpinum).